# Транслёр Тяньцзиньской технико-экономической зоны развития
Транслёр Тяньцзиньской технико-экономической зоны развития — система транслёра, пролегавшая в тяньцзиньской зоне экономического и технического развития (TEDA), Китай. Она стала первой высокоскоростной трамвайной линией с резиновыми колёсами в стране и всей Азии. Она считалась частью системы метро Тяньцзиня и управлялась компанией Tianjin Binhai Mass Transit Development Co., Ltd. Транслёр был закрыт 1 июня 2023 года.

## История
Когда-то в Тяньцзине была традиционная сеть трамвая со стальными колёсами. Она постепенно расширялась и достигла своего пика в 1933 году со 116 трамвайными вагонами. Однако позже, в 1972 году от трамвая отказались из-за его неэффективности.
Строительство транслёра началось в 2005 году, а в 2007 году он был открыт. Протяжённость составляет 7,86 км, что сделало её первой современной системой легкорельсового транспорта на материковом Китае. Общая стоимость проекта оценивается в 500 миллионов юаней. Трамвайная линия быстро стала популярной среди местных жителей.
С 1 июня 2023 года система приостановила работу на плановое техническое обслуживание. 19 июля того же года отдел управления транспортом TEDA объявил о проведении тендера на снос сети электроснабжения линии и восстановление дорожного покрытия, что означает, что линия закрылась окончательно.

## Конструкция

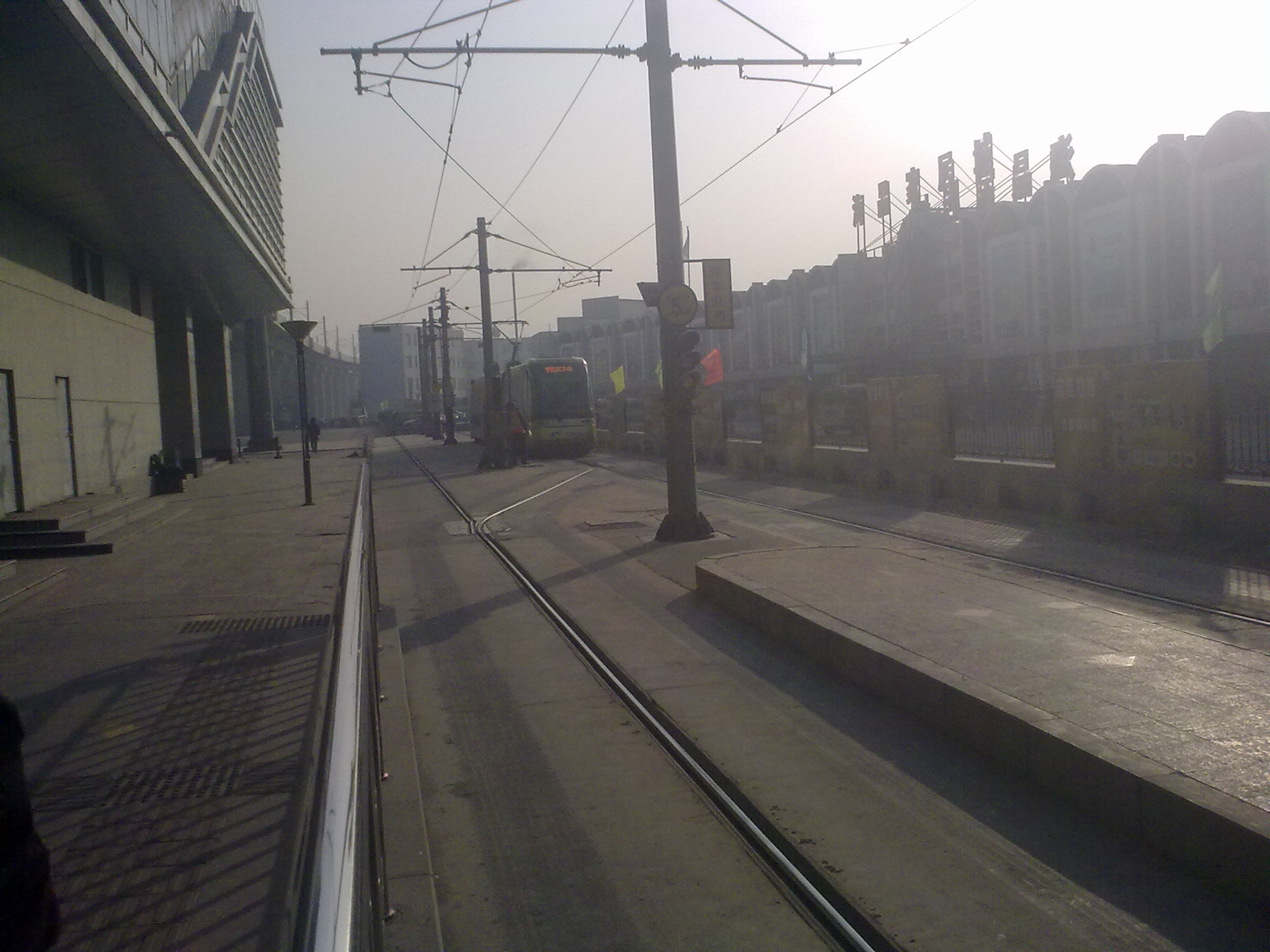
Островная станция на линии

Линия проходила через западную часть Тяньцзиньской зоны экономического и технологического развития. Она содержала 14 станций, все они являлись наземными и находились в жилых и промышленных районах. Среднее расстояние между каждой остановкой составляло 583 метра.

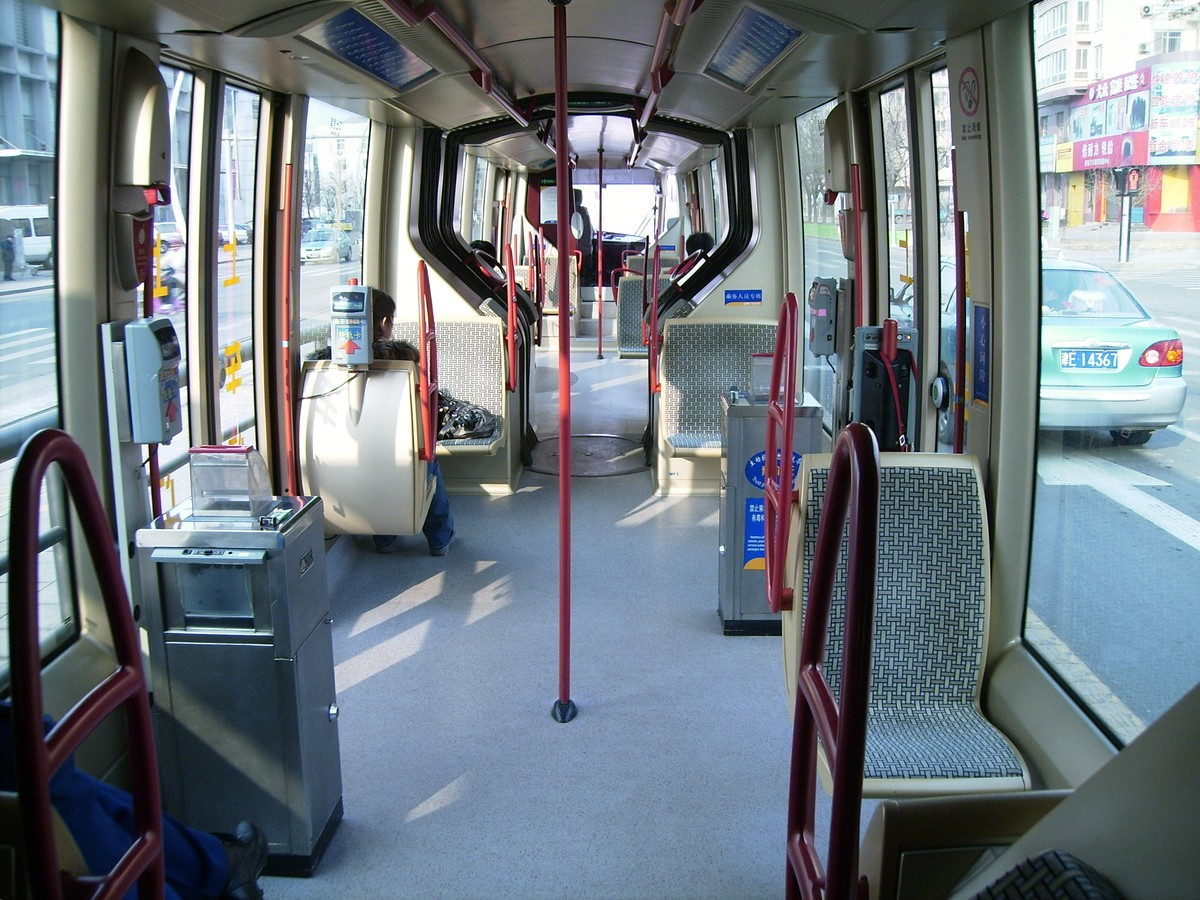
Салон LOHR Translohr STE 3

На линии эксплуатировались LOHR Translohr STE 3. Внутри вагона были установлены большие прозрачные окна. В трамвае имелось 6 автоматических дверей, были как двухместные, так и одноместные сиденья, а также места, специально предназначенные для пассажиров с детьми.